# Misumenoides obesulus
Misumenoides obesulus là một loài nhện trong họ Thomisidae.
Loài này thuộc chi Misumenoides. Misumenoides obesulus được Willis J. Gertsch & Michael Davis miêu tả năm 1940.